# 러시아-사우디아라비아 관계
러시아–사우디아라비아 관계는 러시아와 사우디아라비아 간의 양자 관계를 의미한다. 두 나라는 세계의 대표적인 석유 강국으로 불리며, 양국을 합하면 전 세계 석유 생산량의 약 4분의 1을 차지한다.

## 소련 시절

1932년 모스크바에서, 소련 외교관 카림 하키모프는 사우디아라비아의 차기 국왕 파이살 빈 압둘아지즈 알사우드를 공식적으로 수행하였다.

네지드-헤자즈 왕국 (1932년까지 사우디 국가의 명칭)과 전면적인 외교 관계를 가장 먼저 수립한 국가는 소련이었다. 이 관계는 1926년, 모스크바가 영국에 맞서기 위한 수단으로 시작되었다. 초대 총영사인 카림 하키모프는 타타르계 소련 무슬림으로, 때때로 "소련의 아라비아의 로런스"로 불린다. 그는 1926년 2월, 제다에서 이븐 사우드의 사막 거처까지 총격을 뚫고 달려가 그를 국왕으로 인정하는 공식 문서를 전달하였다. 관계는 같은 해 6월, 메카와 메디나의 성지 통제권 분쟁을 해결하기 위해 소집된 범이슬람 회의가 열리면서 더욱 개선되었다. 3천만 명의 무슬림 인구를 보유한 소련은 무신론적 이념에도 불구하고 이븐 사우드를 지지하며 소속 이슬람 학자 6명을 회의에 파견하였다. 그러나 하즈 순례자들 사이에 공산주의 선전을 확산하려던 소련의 시도는 실패하였고, 외교적 초점은 흑해 연안 항구와 헤자즈 간의 무역 연결 구축으로 전환되었다. 이븐 사우드의 아들인 파이살 왕자 (훗날 1964년 국왕이 됨)는 유럽 순방 중이던 1932년 소련을 방문하였다. 압둘아지즈 국왕은 모스크바로부터 받은 100만 영국 파운드의 재정 지원 제안을 영국과의 협상 지렛대로 활용하였고, 끝내 소련의 제안을 수락하지는 않았다.
그러나 이후 관계는 식었다. 1932년, 소련 무슬림들이 비공식적으로 하즈 수행을 금지당한 것이다. 하키모프는 1935년 사절단장 자격으로 제다에 복귀해 관계 회복을 시도했으나, 모스크바는 더 이상 새로운 무역 계약에 관심이 없었다. 소련의 걸프 지역 존재에 대한 가치를 결코 확신하지 못했던 이오시프 스탈린은 압둘아지즈 국왕과의 협력 관계 및 걸프 지역에 대한 정치적 야망을 일시적인 정치적 도박으로 간주했으며, 이는 영국과의 관계를 강화하려는 모스크바의 전략의 일환이었다. 당시 소련은 나치 독일에 맞서기 위해 영국의 지지를 필요로 하고 있었다. 하키모프는 1937년 정기 방문 차 모스크바로 소환되었으나, 스파이 혐의로 체포되었다. 그는 그의 동료 투르야쿨로프와 함께 스탈린의 정치적 공포 정책의 희생양이 되었다. 투르야쿨로프는 1937년 10월에 처형되었고, 하키모프는 그 이듬해 1월에 처형되었다. 압둘아지즈 국왕은 이 두 명의 소련 외교관을 친구로 여겼기 때문에 그들의 처형에 격분하였다. 하키모프가 처형된 지 두 달 후, 미국 지질학자들이 다란에서 세계 최대 규모의 원유 매장지를 발견하였다. 이에 따라 소련은 1938년 제다에 새로운 사절단장을 임명했으나, 압둘아지즈 국왕은 하키모프나 투르야쿨로프 외에는 받아들일 수 없다며 거부하였다. 그리고 몇 달 뒤, 그는 소련이 이슬람 세계에 혁명을 선동하고 있다고 비난하며 외교 관계를 단절하였다. 소련이 사라지자, 영국과 이어서 미국이 사우디 석유의 개발과 수익화에 참여하게 되었다.
1979년부터는 소련-아프가니스탄 전쟁으로 인해 양국 관계가 특히 악화되었으며, 사우디아라비아는 미국과 긴밀히 협력하여 아프간 무자헤딘을 지원하였다.
1990년, 52년간의 단절 이후 사우디아라비아와 소련 간의 외교 관계가 복원되었다. 공식적인 외교 관계가 없던 기간에도 1946년부터 1990년까지 매년 약 20명의 소련 무슬림이 하즈를 수행하는 것이 허용되었고, 1990년 개방화 이후에는 수천 명의 소련 무슬림들이 하즈에 참석할 수 있게 되었다.

## 소련 붕괴 이후

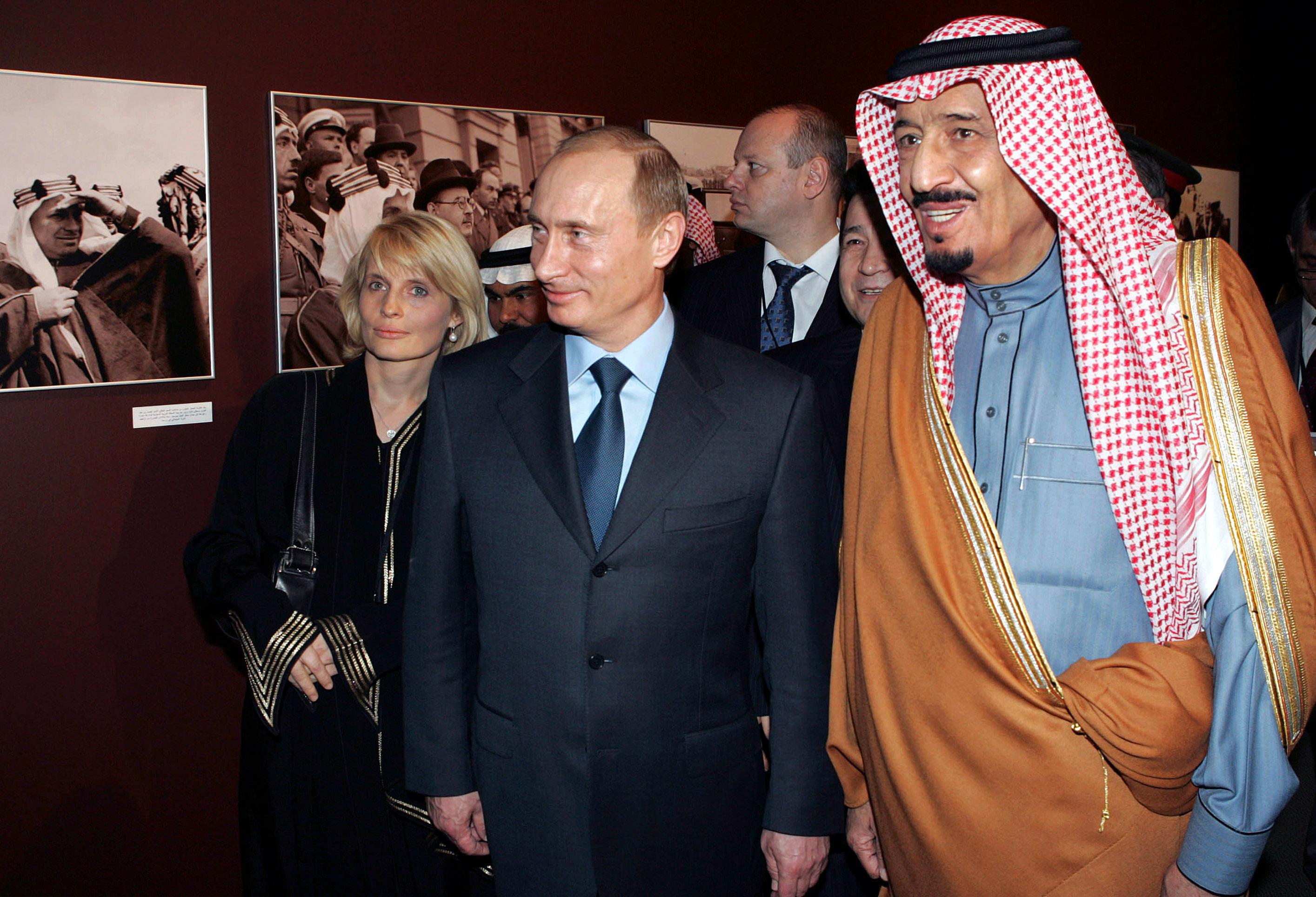
2007년, 살만 빈 압둘아지즈 알사우드 주지사와 블라디미르 푸틴의 만남

1992년 외교 관계 수립 이후 처음 25년 동안 러시아–사우디아라비아 관계는 상징적인 방문 이상의 발전을 이루지 못했다. 살만 국왕이 2017년 모스크바를 방문했을 때 1,500명 규모의 대규모 대표단을 동반하긴 했으나, 모스크바–리야드 간의 합의는 사우디의 미국과의 무기 계약에 비하면 미미한 수준이었다.
블라디미르 푸틴 러시아 대통령은 2007년 2월 11일부터 12일까지 고위급 대표단을 이끌고 리야드를 방문하여 압둘라 국왕을 만났다. 이는 러시아 국가 원수로서는 사우디아라비아를 처음 공식 방문한 사례였다. 이 방문은 지역 안보 문제, 에너지, 무역, 교통, 과학 협력 및 교류 등 다양한 분야에서 모스크바가 리야드와의 관계를 개선할 수 있는 기회였다. 압둘라 국왕은 2003년 왕세자 시절 러시아를 방문하였으며, 이는 1938년부터 1990년까지 외교 관계가 단절되었던 양국 사이에서 고위급 접촉이 본격적으로 시작되는 계기가 되었다.

### 러시아의 우크라이나 침공 이후의 관계
2022년 2월, 가스 가격은 7년 만에 최고치를 기록하며 급등하였다. 우크라이나 전쟁이 가스 가격 급등의 주요 원인으로 간주되었지만, 이는 또한 OPEC+의 주도국인 사우디아라비아와 러시아 간의 긴밀한 관계 때문이기도 했다. 한편, 무함마드 빈 살만과 조 바이든 간의 관계는 악화되었는데, 이는 바이든이 자말 카슈끄지 암살 사건에 대한 연루 의혹을 이유로 빈 살만과의 회담을 거부했기 때문이다. 2022년 1월, 사우디 국왕은 바이든의 원유 증산 요청을 거부하였고, 이는 간접적으로 러시아에 이익을 주는 결과를 낳았다.
2022년 3월 6일, 미국과 영국의 제재 대상에 포함된 여섯 개의 러시아 방산업체들이 사우디아라비아 리야드에서 열린 세계 방산 박람회에 무기를 전시한 것으로 알려졌다. 이 박람회에는 미국의 제재를 받은 로소보론엑스포르트뿐만 아니라, 영국의 제재 대상인 우랄바곤자보드와 국가 자금으로 운영되는 제조업체 로스텍도 참가하였다. 영국 방산업계에 정통한 한 소식통은 우크라이나에 대한 공격이 벌어지고 있는 상황에서 러시아 업체들이 리야드의 박람회에 참가한 것에 대해 우려를 표명했다. 이 박람회는 사우디 국방 산업 규제를 맡고 있는 국가 지원 기관인 국방산업총국(GAMI)이 주최하고 운영하였다. 국방 분석가들은 우크라이나 침공 이후 박람회에서 무기 판매가 급증할 것으로 예상하였다.
2022년 7월 13일, 크렘린궁은 바이든 대통령이 사우디아라비아를 방문해 OPEC의 원유 생산을 증대하려는 노력이 그곳에서 반러시아 정서를 조장하지 않기를 바란다고 밝혔다. 러시아는 사우디아라비아에 이어 세계에서 두 번째로 큰 석유 및 가스 수출국이며, OPEC+ 그룹 내에서 아랍 국가와 매우 가치 있는 협력 관계를 유지하고 있다. 러시아는 전 세계 에너지 가격 상승의 원인으로 국제 제재를 지목하고 있다.

### 외교 공관
- (아랍어/러시아어) Embassy of the Kingdom of Saudi Arabia in The Russian Federation 보관됨 2013-07-28 - 웨이백 머신
- (러시아어) Consulate-General of Russia in Jeddah